# Only You (2018)
Only You ist ein britischer Liebesfilm von Harry Wootliff, die auch das Drehbuch schrieb. Der Film feierte am 19. Oktober 2018 beim BFI London Film Festival seine Premiere und kam am 12. Juli 2019 in die Kinos im Vereinigten Königreich.

## Handlung
In Glasgow. Elena und Jake verlieben sich nach einem One-Night-Stand in der Silvester-Nacht Hals über Kopf ineinander. Nach ein paar Wochen wohnen sie bereits zusammen, und kurz darauf versuchen sie, ein Kind zu bekommen. Als sich dieser Wunsch nach einer eigenen kleinen Familie jedoch nicht sofort erfüllt, baut sich Druck auf, und ihre Beziehung beginnt, darunter zu leiden.

## Produktion
Der Film wurde von Matthieu de Braconier gemeinsam mit Tristan Goligher von The Bureau, Rachel Dargavel von Crybaby und Claire Mundell von Synchronicity Films produziert.
Only You ist das Spielfilm-Debüt von Drehbuchautorin und Regisseurin Harry Wootliff, deren Kurzfilm Nits 2004 in Cannes uraufgeführt wurde und eine BAFTA-Nominierung erhalten hatte. Ihr zweiter Kurzfilm Trip hatte 2008 Premiere auf der Berlinale.
In Only You übernimmt Josh O’Connor die Rolle von Jake. O’Connor sagte: “It’s a love story, but it’s dealing with a couple trying to conceive. It’s myself and Laia Costa—I think you know her from a film called Victoria, which was filmed all in one shot. Only You was really special. It’s very different from God’s Own Country and a very different character for me.”
Die Dreharbeiten fanden in Glasgow statt. Sie wurden am 19. September 2017 begonnen und am 22. Oktober 2017 abgeschlossen.
Im Januar 2018 wurden von der Produktionsfirma The Bureau erste Fotos aus dem Film veröffentlicht. Die Premiere erfolgte am 19. Oktober 2018 beim BFI London Film Festival. Ende Juni 2019 wurde er beim Filmfest München in der Reihe International Independents gezeigt. Am 12. Juli 2019 kam der Film in die Kinos im Vereinigten Königreich.

## Rezeption

### Kritiken
Der Film stieß bislang auf die Zustimmung von 96 Prozent aller Kritiker bei Rotten Tomatoes und erreichte hierbei eine durchschnittliche Bewertung von 7,6 der möglichen 10 Punkte.

### Auszeichnungen
BAFTA Scotland Awards 2019
- Nominierung als Bester Spielfilm[8]

British Academy Film Awards 2020
- Nominierung für das Beste britische Debüt (Harry Wootliff)

British Independent Film Awards 2019
- Auszeichnung als Bester Schauspieler (Josh O’Connor)
- Auszeichnung für den Douglas Hickox Award – Debut Director (Harry Wootliff)
- Nominierung als Debut Screenwriter (Harry Wootliff)
- Nominierung für das Beste Casting (Kahleen Crawford und Caroline Stewart)[9]

London Film Festival 2018
- Nominierung für den Sutherland Award im First Feature Competition (Harry Wootliff)[10]